# Нугеду-Санта-Виттория
Нугеду-Санта-Виттория (итал. Nughedu Santa Vittoria) — коммуна в Италии, располагается в регионе Сардиния, в провинции Ористано.
Население составляет 528 человек (2008 г.), плотность населения составляет 18 чел./км². Занимает площадь 29 км². Почтовый индекс — 9080. Телефонный код — 0783.
Покровителем коммуны почитается святой апостол Иаков Старший, празднование 24 июля и 25 июля. Также в коммуне особо почитаемы святая Анна, празднование 26 июля, святой Василий, празднование с 24 августа по 1 сентября, святая Виктория, празднование в первое воскресение августа.

## Демография
Динамика населения:

## Администрация коммуны
- Официальный сайт: